# Kruszwica
Kruszwica (in tedesco Kruschwitz) è un comune urbano-rurale polacco del distretto di Inowrocław, nel voivodato della Cuiavia-Pomerania.
Ricopre una superficie di 262,19 km² e nel 2004 contava 20206 abitanti.

## Località
Il comune è formato dall'insieme delle seguenti località:
Arturowo, Baranowo, Bródzki, Brześć, Cykowo, Giżewo, Głębokie, Gustawowo, Janikowo, Janocin, Karczyn, Kraszyce, Łagiewniki, Maszenice, Mietlica, Morgi, Orpikowo, Ostrówek, Przedbojewice, Różniaty, Rzepiszyn, Skotniki, Słabęcin, Tarnówko, Witowice, Zaborowo, Żerniki e Żwanowice.